# Nair Abakar
Naïr Abakar (né le 17 juillet 1991 à Longjumeau) est un entrepreneur, ambassadeur itinérant et consultant sportif tchadien engagé dans des initiatives innovantes à fort impact social sur le continent africain. Reconnu pour ses multiples contributions dans le domaine du football africain et son rôle de facilitateur d'affaires entre grands groupes internationaux et pays africains, il est également consultant spécialiste du football africain pour Canal+ depuis janvier 2024.

## Biographie
À des origines tchadiennes, Naïr Abakar est né le 17 juillet 1991, à Longjumeau, une commune française située à dix-neuf kilomètres au sud de Paris dans le département de l’Essonne, en région Île-de-France. 
Il fait ses études à l’École internationale des sciences du traitement de l’information (Eisti) de Cergy, en banlieue de Paris où il a été formé à la programmation et aux métiers de l’informatique, après un bac à l’École française de N’Djamena. Il est diplômé d’un master en ingénierie maths-informatique, spécialité Informatique décisionnelle et aide à la décision de l’École Internationale des Sciences du Traitement de l’Information à Paris,.

## Carrière

### Développeur informatique
Naïr Abakar a commencé sa carrière en France en 2014 au sein de l’Orange Labs étant que consultant informatique, où il développe une plateforme de crowdsourcing,. Il met sur pied Darna, « mon pays » en arabe, une application mobile qui veut recenser tous les bons plans de la capitale tchadienne avec un objectif de cibler la diaspora. Dans quelques mois, l’application atteint plus de 6 000 téléchargements sur les magasins d’applications, principalement hors du Tchad et recense plus de 300 places,.
Il poursuit sa carrière en mettant son expertise au service du développement de plusieurs applications ou encore de missions de conseil en technologie innovante pour des entreprises de renommer comme la Société Générale.
En 2019, il est nommé directeur général adjoint de l’Agence de développement des technologies de l’information et de la communication (ADETIC) au Tchad, En 2021 il est devenu le vice-président du Comité de Normalisation de la Fédération Tchadienne de Football Association, dresse l’état des lieux du football tchadien.

### Entrepreneuriat
Naïr Abakar a décidé de rentrer au Tchad en 2017 où il crée et organise d’importants événements tels que le tout premier Salon de l'étudiant africain et le Forum Panafricain de la Jeunesse, sous l'égide de l'Union Africaine. En octobre 2018, il est à l'origine du mouvement national et annuel de la Semaine de la Citoyenneté, avec le concept des travaux communautaires citoyens pour le développement. Il s’agit pour toute la population tchadienne de travailler à la propreté de leurs communes, de leurs quartiers, aider à la construction et rénovation des salles de classe dans les villages, ou encore l’amélioration du transport et les travaux de canalisation d’eaux.
Ses actions engagées le porteront notamment en tant que consultant sur les actions jeunesse,, inclusion sociale et événements ou encore en tant que conférencier à la tribune de l'Organisation des Nations unies en 2017. En 2018, il est nommé membre du Conseil consultatif du comité jeune de l’envoyée de l’Union africaine,, un organe pour mission de conseiller le président de la Commission de l’Union africaine sur les questions de jeunesse et de travailler en collaboration avec l’envoyée spéciale de l’Union africaine pour la jeunesse.

### Ambassadeur itinérant et facilitateur économique
Par un décret du Maréchal Idriss Deby Itno signé en 2020, Nair Abakar et le footballeur Camerounais Samuel Eto’o sont nommés Ambassadeurs Itinérants à la Présidence de la République du Tchad.  À ce titre, il joue un rôle clé en facilitant l'installation de grands groupes internationaux dans plusieurs pays africains francophones comme le Tchad, le Congo, Madagascar, le Maroc ou encore la Côte d'Ivoire, stimulant ainsi l'économie locale et créant de nouvelles opportunités d'emploi et d'affaires.

### Engagement dans le football africain
Passionné de football, Naïr Abakar s’associe en 2020 avec Samuel Eto’o pour créer l’École des Champions, visant à détecter et former les jeunes talents tchadiens et africains. Vice-président du Comité de Normalisation de la Fédération Tchadienne de Football en 2021, il parvient à relancer les championnats nationaux et rétablir les compétitions pour les catégories jeunes et féminines après plusieurs années d'inactivité, ce qui ravive un fort engouement populaire.
En 2023, il orchestre un partenariat stratégique entre la fédération tchadienne de football et la fédération royale marocaine de football, permettant aux jeunes joueurs tchadiens d’intégrer des académies prestigieuses comme celles du Raja Casablanca et de l'AS FAR Rabat. Son implication attire des figures emblématiques du football africain comme Jay Jay Okocha et Khalilou Fadiga lors de la finale du championnat national tchadien, renforçant ainsi sa renommée internationale dans le monde sportif africain.
Depuis janvier 2024, Naïr Abakar rejoint l’équipe de l'émission « J-1 » sur Canal+, en tant que consultant sportif spécialiste du football africain, apportant son expertise reconnue sur le continent.

### Conférencier et influenceur
Conférencier reconnu, Naïr Abakar intervient régulièrement devant des publics internationaux tels que Sciences Po Paris, Sciences Po Reims, l'Université Columbia aux États-Unis, ainsi que le forum Business Africa en France, partageant ses expériences sur l'entrepreneuriat, la jeunesse et le sport en Afrique.

## Récompenses et distinctions
- 2017 : Lauréat du prix de l'entrepreneuriat jeunesse de l'Association francophonie 3535[20].
- 2018 : Classé parmi les 100 jeunes ayant une influence positive sur le continent par la Positive Youth’s Africa Organisation[21].
- 2019 : Classé parmi les 100 jeunes africains les plus influents du continent par African Youth Awards[22].
- 2019 : Classé parmi les onze personnalités tchadiennes Patriotiques sur le plan Continental, par la Ligue des étudiants africains en développement (LEADS Africa)[23].
- 2019 : Classé parmi les 100 africains de l’année par le New African Magazine.
- 2020 : Classé dans Choiseul 100 Africa, par l’Institut Choiseul[24].
- 2021: Prix africain du développement (PADEV) par la Fondation 225 à Kigali
- 2022 : Classé dans Choiseul 100 Africa, par l’Institut Choiseul[24].
- 2023 : Classé dans Choiseul 100 Africa, par l’Institut Choiseul[25].
- 2024 : Classé dans Choiseul 100 Africa, par l’Institut Choiseul[25].